# Мармилево
Марми́лево (рос. Мармылево, башк. Мармылев) — присілок у складі Уфимського району Башкортостану, Росія. Входить до складу Жуковської сільської ради.
Населення — 232 особи (2010; 182 в 2002).
Національний склад:
- росіяни — 65 %